# Ludwig Most
Ludwig August Most, też: August Ludwig Most (ur. 10 marca 1807 w Szczecinie, zm. 27 czerwca 1883 tamże) – niemiecki malarz epoki biedermeieru.

## Życiorys i twórczość
Rodzina Ludwiga Augusta od pokoleń mieszkała w Szczecinie. Ojciec i dziadek byli mistrzami ślusarskimi. 
W młodości (od maja 1824 do maja 1825) Ludwig Most kształcił się w Stargardzie u malarza o nazwisku Thiele. Następnie, w latach 1825-27 oraz 1829-30 studiował w Akademii Sztuki w Berlinie u prof. Heinricha Lengericha. Z tego okresu pochodzą jego pierwsze obrazy przedstawiające Stargard: Wieże Bramy Młyńskiej i Wnętrze Kościoła Mariackiego w Stargardzie. Ten ostatni obraz został zakupiony przez króla pruskiego Fryderyka Wilhelma III. 
Po zakończeniu studiów Most przez kilka lat mieszkał w Dreźnie, by w 1834 powrócić do Szczecina. W 1841 rozpoczął pracę w Gimnazjum Mariackim w Szczecinie (w budynku zajmowanym współcześnie przez IX Liceum Ogólnokształcące im. Bohaterów Monte Cassino w Szczecinie). W szkole tej pracował jako nauczyciel rysunku aż do śmierci.  August Ludwig był w Szczecinie osobą poważaną i popularną, zaliczaną do elity miasta obok historyka Ludwiga Giesebrechta, kompozytowa Carla Loewego czy matematyka Hermanna Grassmana. Wszyscy oni byli nauczycielami w szczecińskim Gimnazjum Fundacji Mariackiej (Marienstiftsgymnasium). Most pracował w Gimnazjum jako nauczyciel rysunku i sprawował tę funkcję przez następne 42 lata. Od 1871 r. udzielał się także w Miejskiej Szkole Realnej (Städtische Realschule).
W wieku 23 lat Ludwig Most poślubił starszą od siebie o dwa lata Karolinę Krüger, miał z nią pięcioro dzieci, przy czym dwie córki zmarły już w pierwszych latach życia. Sama Karolina zmarła w 1840 r., najprawdopodobniej przy porodzie syna. Drugą żoną Ludwiga została Laura Fritz, szczecinianka. Ich córeczka Karolina zmarła w wieku dziewięciu lat.
Ludwig Most chętnie podróżował, szkicował m.in. zajazdy, gospody i stroje ludowe, szczególnie chętnie strój pyrzycki, który spopularyzował dzięki swoim szkicom. Z chwilą powołania w 1834 Pomorskiego Stowarzyszenia Sztuki (Kunstverein für Pommern) Most zasiadał w jego zarządzie i zaliczał się do elity miejskiej Szczecina. Most wystawiał swoje obrazy w wielu miastach Niemiec, stąd dzisiaj można je odnaleźć w wielu muzeach i prywatnych kolekcjach.
Duża część szkiców Ludwiga Mosta zaginęła podczas II wojny światowej. Zachowane to przede wszystkim malarstwo olejne, pejzażowe i portretowe – łącznie ok. 280 obrazów, przechowywanych głównie w zbiorach muzeów w Szczecinie i Greifswaldzie. Wśród pejzaży dużą wartość przedstawiają obrazy prezentujące architekturę dawnego Szczecina, Stargardu i Pyrzyc, wśród portretów – m.in. portret Carla Loewego i Hermanna Grassmanna.   Ludwig Most 16 czerwca 1883 r. przeszedł na emeryturę. Zmarł 27 czerwca 1883 roku. Został pochowany na Cmentarzu Grabowskim w Szczecinie.

## Galeria

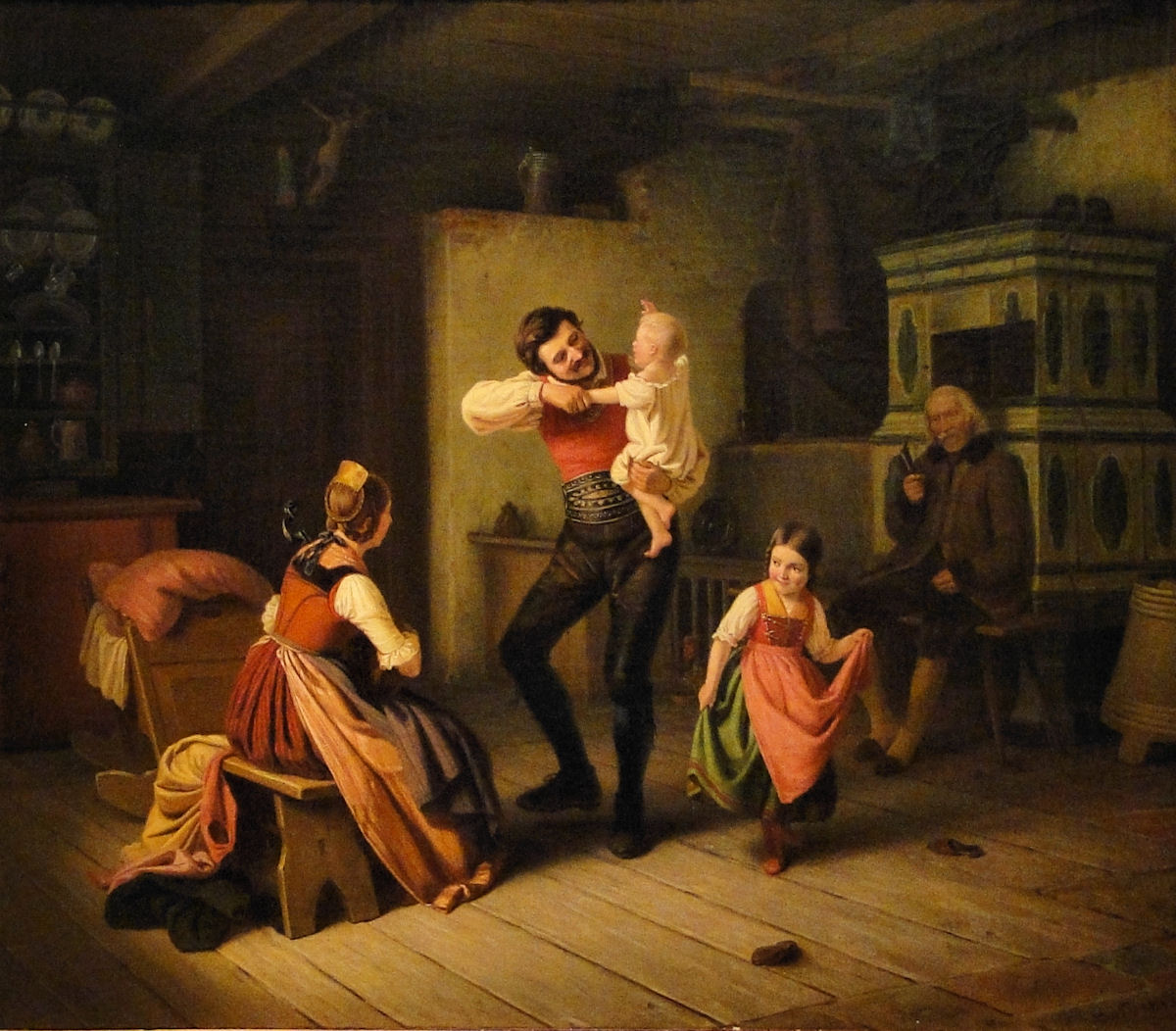
Chłopska rodzina w izbie (1845), Muzeum Narodowe w Szczecinie
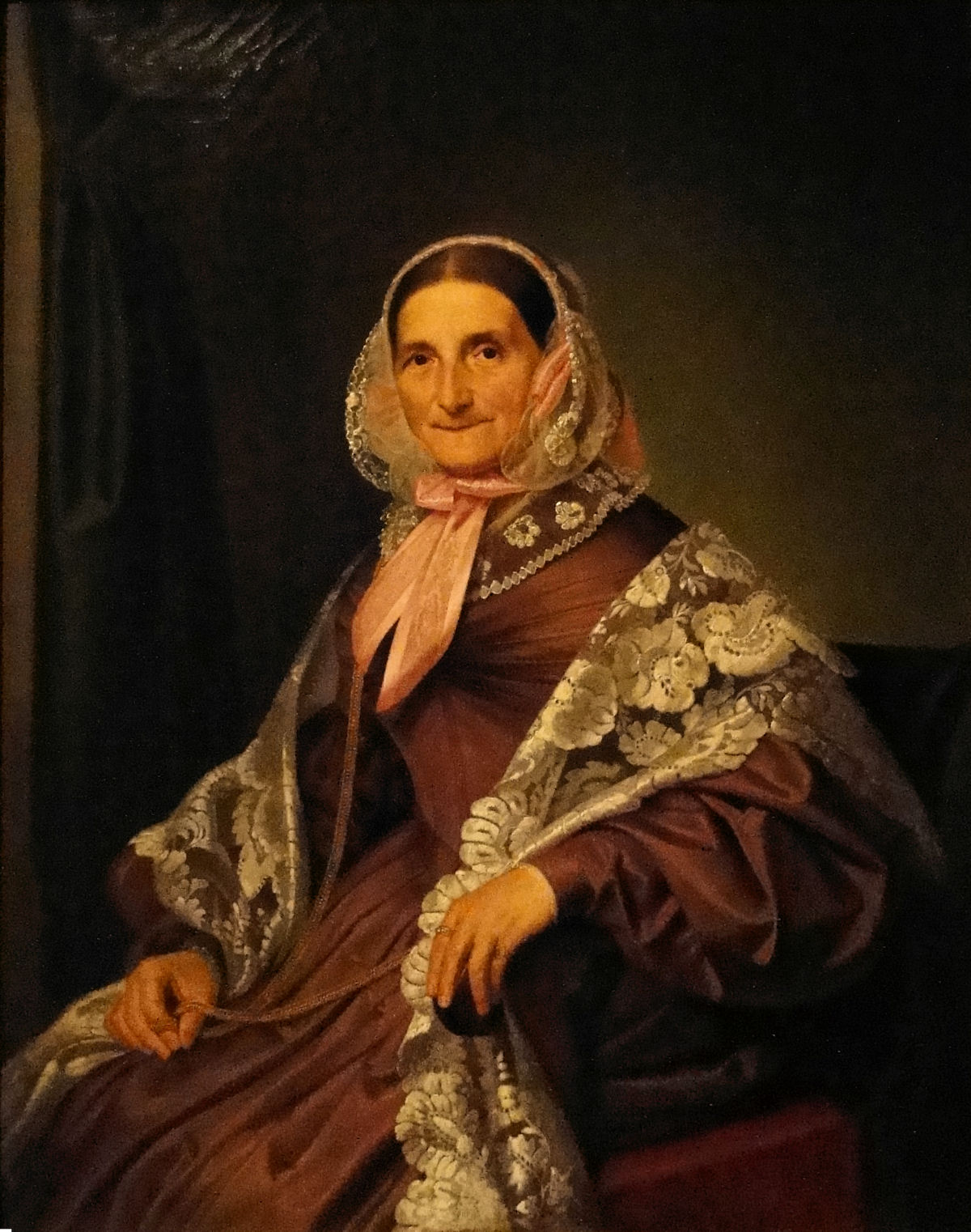
Portret starszej damy z szalem (1842), Muzeum Narodowe w Szczecinie
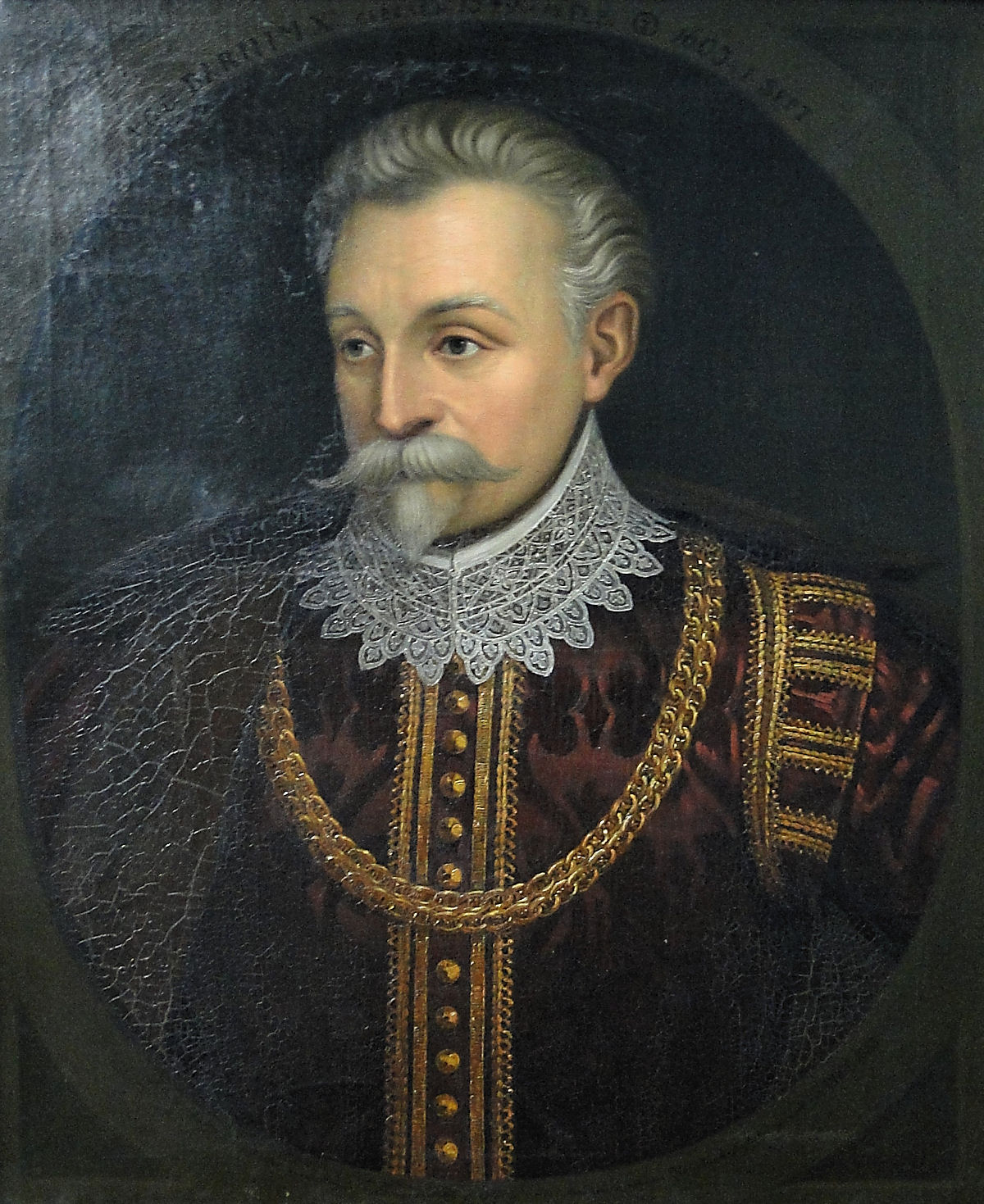
Książę Barnim X (1884), Muzeum Narodowe w Szczecinie
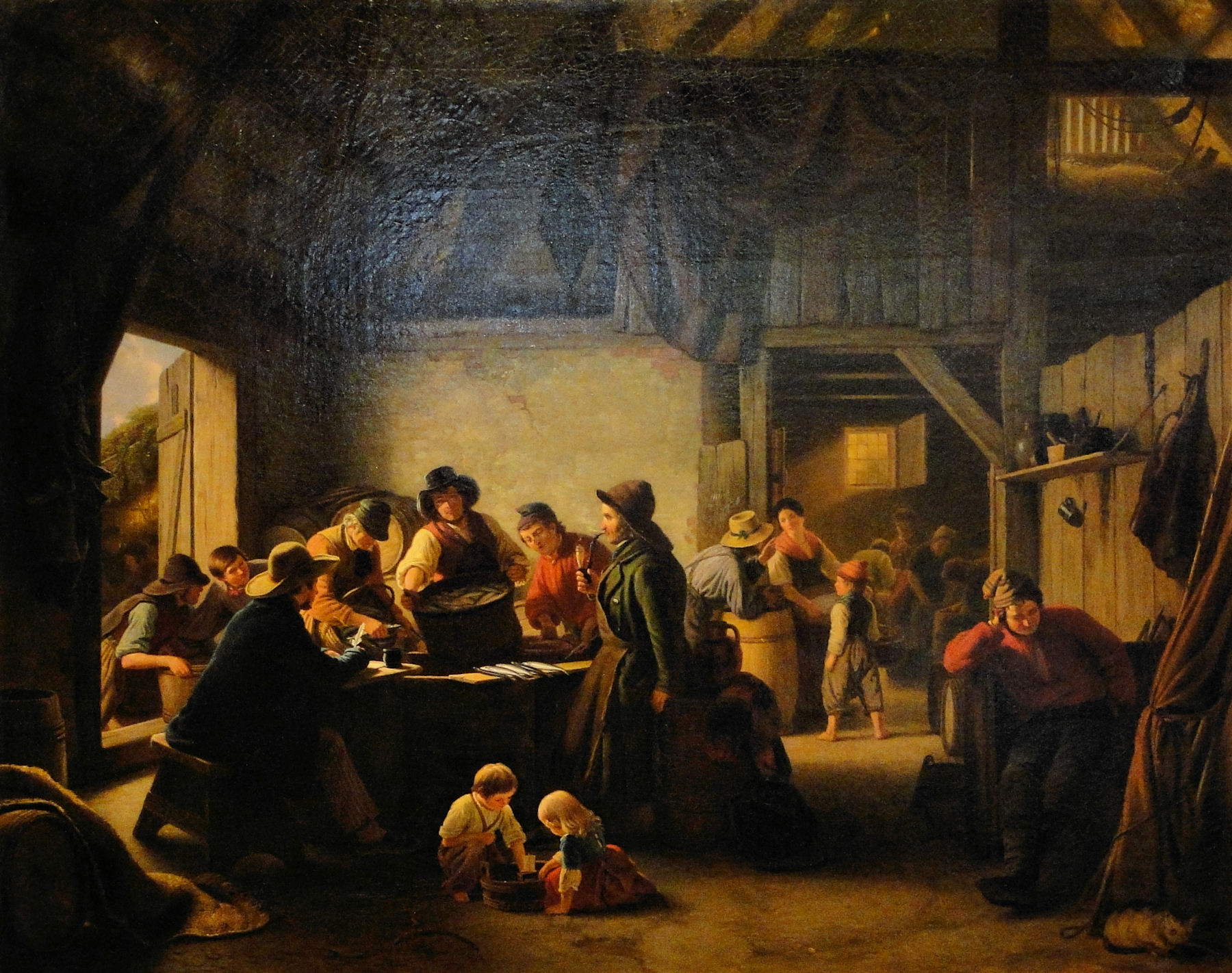
Handlarze rybami (1884), Muzeum Narodowe w Szczecinie
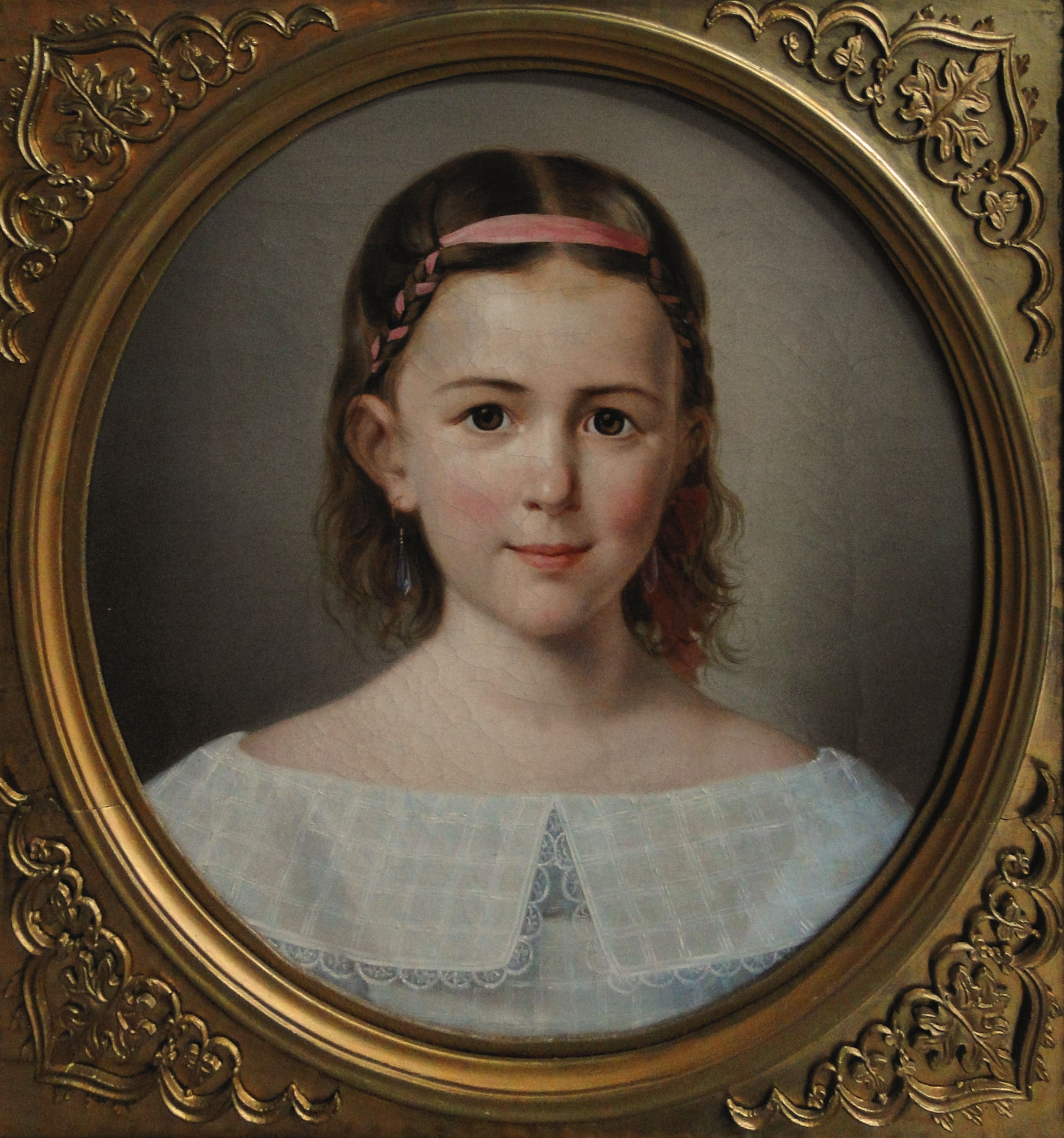
Portret Auguste Schiffmann w wieku dziecięcym (1884), Muzeum Narodowe w Szczecinie